# 마왕퇴

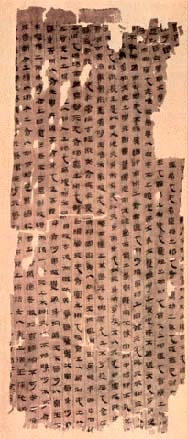
마왕퇴 백서

마왕퇴(중국어: 馬王堆, 병음: Mǎwángduī 마왕두이[*])는 중화인민공화국 후난성 창사 시에 있는 고고학적 유적지이다. 안장 모양의 두 개의 언덕에 서한의 무덤 3기가 포함되어 있다. 이들 무덤은 장사국의 승상인 대후 이창, 그의 처와 아들의 것으로 확인되었다. 유적지는 1971년 ~ 1974년에 발굴되었고, 대부분의 유물은 후난 성 박물관에 전시되어 있다.

## 같이 보기
- 증후을묘